# Cestice
Cestice este o comună slovacă, aflată în districtul Košice-okolie din regiunea Košice. Localitatea se află la altitudinea de 211 m deasupra n.m., se întinde pe o suprafață de 13,03 km2 și în 2017 număra 844 de locuitori.

## Istoric
Localitatea Cestice este atestată documentar din 1317.